# Florence Austral
Florence Austral, nata Florence Mary Wilson (Richmond (sobborgo di Melbourne), 26 aprile 1892 – Mayfield (sobborgo di Newcastle), 15 maggio 1968), è stata un soprano australiano rinomata per la sua interpretazione dei ruoli femminili wagneriani più impegnativi, anche se in carriera non ha mai avuto l'opportunità di apparire al Festival di Bayreuth o alla Metropolitan Opera House.

## Biografia
Nata Florence Mary Wilson, nel 1921, in onore alla sua terra natale, adottò il cognome professionale Austral. Si riteneva che avesse pochi eguali nella pura qualità vocale fino all'arrivo di Kirsten Flagstad. La recitazione non era il suo punto di forza e le sue caratterizzazioni sono state realizzate principalmente con la voce, il che rese le sue incisioni così straordinariamente godibili. Lei, Germaine Lubin e Frida Leider sono state considerate i grandi soprani wagneriani drammatici della loro epoca, insieme alla Flagstad, che non raggiunse fama internazionale fino agli anni '30. Tra tutti i soprani wagneriani del dopoguerra, solo Birgit Nilsson e, in misura minore, Astrid Varnay, fecero parte della loro gloriosa alleanza.

### Primi anni
Austral nacque a Richmond, Victoria, come Florence Mary Wilson, figlia di un falegname svedese precedentemente noto come Wilhelm Lindholm e sua moglie Helena Mary, nata Harris, una sarta. Suo padre morì nel 1895 e sua madre si mise in affari. Nel 1903 la madre di Florence si sposò di nuovo con un contabile siriano di 28 anni di nome John Fawaz e Florence prese il nome di Florence Fawaz.

### Carriera
Fu scoperta dal maestro di cappella Reverendo Edward Sugden alla Chiesa metodista Wesleyan in Palmerston Street, Carlton, Melbourne (ora Church of All Nations). Nel 1914 vinse i primi premi nelle categorie soprano e mezzosoprano in una gara di canto a Ballarat, ottenendo una borsa di studio che le permise di continuare gli studi con Elise Wiedermann. Andò a New York nel 1919 per studiare ulteriormente con Gabriele Sibella. La sua voce fu notata da importanti ascoltatori e le fu offerto un contratto per cantare al Metropolitan Opera; ma rifiutò l'offerta del Met per acquisire esperienza teatrale in Inghilterra e non ebbe mai più la possibilità di cantare con la compagnia di New York.
Austral andò puntualmente a Londra, dove fu lanciata dal maggior basso britannico del momento, Robert Radford. Debuttò al Covent Garden il 16 maggio 1922 come Brünnhilde in La Valchiria di Wagner e successivamente nello stesso ruolo in Sigfrido. Condivise questo ruolo con Frida Leider, che ricevette maggiori consensi per merito delle sue superiori capacità recitative. Gli altri ruoli di Austral al Covent Garden comprendono Isotta e il ruolo da protagonista nell'Aida di Verdi.
Nel 1923 Austral apparve con Dame Nellie Melba, che la definì "Una delle meravigliose voci del mondo", elogiando la purezza della sua voce e l'energia scintillante delle sue note acute. Sfortunatamente per la sua carriera, a causa di diverse circostanze e della nota antipatia del direttore Bruno Walter, finì per cantare più con la British National Opera Company che al Covent Garden negli anni '20.
Durante la metà degli anni 1920 realizzò la prima delle oltre 100 registrazioni per HMV, che sono ancora apprezzate dagli amanti della musica e dai collezionisti. Registrò arie d'opera, canzoni, musica sacra ed estratti da oratori. Può anche essere udita in superbi duetti al fianco di Feodor Chaliapin, Miguel Fleta, Tudor Davies e Walter Widdop in incisioni che impiegano sia i processi di registrazione acustica che elettrica. Le sue registrazioni acustiche per l'HMV comprendono la serie pionieristica di brani in lingua inglese dell'L'anello del Nibelungo.
Nel 1925 Austral divenne la seconda moglie del flautista australiano John Amadio e si esibirono in tournée in America, Europa e Australia. Cantò spesso nelle opere dell'L'anello del Nibelungo a Filadelfia e in concerto con il direttore Fritz Reiner, ma non apparve mai a Bayreuth od alla Wiener Staatsoper. Ci furono contatti per cantare a Vienna, ma non si concretizzarono.
Austral, tuttavia, divenne una delle interpreti principali della importantissima Staatsoper Unter den Linden di Berlino nel 1930. Fu lì, nello stesso anno, che mostrò i primi segni di sclerosi multipla, che si manifestarono sul palcoscenico durante un'esibizione de La Valchiria al fianco del basso-baritono Friedrich Schorr. La sua carriera lirica soffrì gradualmente a causa dell'avanzata di questa malattia debilitante, ma era ancora in grado di dedicarsi ai brani da concerto ed ai recital, sviluppando un vasto repertorio di lieder, pur cantando anche brani d'opera. Le sue apparizioni nelle opere in questo periodo furono quelle nel suo paese d'origine, l'Australia, dove fece tournée con il tenore Walter Widdop nel 1934-1935, cantando la prima australiana de I pescatori di perle.
Ritornò in Gran Bretagna nel 1939 e apparve in numerosi concerti di beneficenza durante la prima parte della seconda guerra mondiale, prima che la sua malattia la costringesse a ritirarsi nel 1940. Nel 1946 tornò in Australia. Molti dei suoi averi erano andati persi in un incendio. Anche i guadagni delle royalty derivanti dalle sue incisioni erano diminuiti e si trovò nella necessità di un reddito, quindi insegnò canto al Conservatorio di Newcastle (ora parte dell'Università di Newcastle, Nuovo Galles del Sud, Australia) dal 1954 fino al suo pensionamento nel 1959.

### Morte
Austral rilasciò alcune interviste sui giornali durante il suo pensionamento. Morì di malattia cerebrovascolare in una casa di riposo religiosa per anziani a Mayfield, Newcastle, il 15 maggio 1968. Per consenso critico generale, rimane il miglior soprano drammatico australiano, come possono attestare le sue varie registrazioni, anche disponibili su CD.

### Tributi
"Le acque del Reno sembrano salire in alto, e soprattutto fluttua la voce trionfante di Florence Austral come Brunnhilde. Il suo canto può essere giustamente chiamato regale. Anche dopo aver ascoltato il glorioso canto di Frida Leider in altri dischi, la voce trionfante di Austral rimane nella mente."
Neville Cardus, Manchester Guardian, 1928.
"All'inizio degli anni Venti Florence Austral era l'artista discografica più importante che avevamo, grazie alla bellezza, alla potenza e all'estensione della sua voce."
Fred Gaisberg, ingegnere di registrazione e produttore discografico della HMV (in seguito EMI)